# Marta Kijowska
Marta Kijowska (geboren 1955 in Krakau, Volksrepublik Polen) ist eine polnische Publizistin, die in Deutschland lebt und in deutscher und polnischer Sprache schreibt. Außerdem ist sie als Übersetzerin tätig.

## Leben
Marta Kijowska studierte Germanistik in Krakau und seit 1979 in München. Nach dem Studium arbeitete sie in München zunächst als Redakteurin bei Kindlers Literatur Lexikon. Seither hat sie als Publizistin eine Reihe von Büchern geschrieben und als Übersetzerin und Journalistin gearbeitet. Sie schrieb Monografien über Wisława Szymborska, Andrzej Szczypiorski, Stanisław Jerzy Lec und Jan Karski und eine kleinere Biografie zu Sławomir Mrożek, sie übersetzte u. a. Zofia Chądzyńska ins Deutsche.
1989 erhielt sie den Österreichischen Jugendbuch-Übersetzungspreis, 2005 hatte sie ein Stipendium der Robert Bosch Stiftung, mit dem sie ihr 2007 veröffentlichtes literarisches Polen-Reisebuch schrieb.

## Schriften (Auswahl)
- Was ist mit den Polen los? Porträt einer widersprüchlichen Nation. München: dtv Verlagsgesellschaft, 2018, ISBN 978-3-423-26214-9
- Kurier der Erinnerung : das Leben des Jan Karski. München : Beck, 2014, ISBN 978-3-406-66073-3.
- Die Tinte ist ein Zündstoff : Stanislaw Jerzy Lec – der Meister des unfrisierten Denkens. München : Hanser, 2009.
- "Polen, das heisst nirgendwo" : ein Streifzug durch Polens literarische Landschaften. München : Beck, 2007.
- Krakau : Spaziergang durch eine Dichterstadt. München : Deutscher Taschenbuch Verlag, 2005.
- Der letzte Gerechte : Andrzej Szczypiorski : eine Biographie. Berlin : Aufbau-Verlag, 2003.
- Nichts kommt zweimal vor, Wislawa Szymborska, Eine Biografie. Frankfurt am Main: Schöffling & Co., 2023.